# The Bourne Identity (film)
The Bourne Identity is een actiefilm uit 2002 met in de hoofdrol Matt Damon en Franka Potente. De film is gebaseerd op het eerste deel uit de Bourne-trilogie van schrijver Robert Ludlum. Het verhaal van de film loopt echter ver uiteen met het verhaal uit het boek. Ludlum overleed een jaar voor opname van de film.

## Verhaal
Jason Bourne (in de meest recente versie gestalte gegeven door Matt Damon) wordt opgevist uit de Middellandse Zee, met twee kogels in zijn rug. Hij lijdt aan geheugenverlies (z.g. retrograde amnesie) en weet niet meer wie hij is. Hij komt er echter spoedig achter dat er jacht op hem wordt gemaakt, en vlucht. Tijdens zijn vlucht – op de Amerikaanse ambassade in Zürich – ontmoet hij Marie (gespeeld door Franka Potente), van wie hij het vertrouwen weet te winnen. Ze rijden in haar oude auto naar Parijs, op zoek naar zijn ware identiteit die hij niet vindt.

## Rolverdeling
| Acteur                   | Personage                |
| ------------------------ | ------------------------ |
| Matt Damon               | Jason Bourne             |
| Franka Potente           | Marie Helena Kreutz      |
| Chris Cooper             | Alexander Conklin        |
| Brian Cox                | Ward Abbott              |
| Julia Stiles             | Nicolette 'Nicky' Parson |
| Clive Owen               | The Professor            |
| Adewale Akinnuoye-Agbaje | Nykwana Wombosi          |
| Gabriel Mann             | Danny Zorn               |
| Tim Dutton               | Eamon                    |
| Nicky Naude              | Castel                   |
| Russel Levy              | Manheim                  |

## Achtergrondinformatie
De film werd wereldwijd goed ontvangen. De film werd, in tegenstelling tot veel andere actiethrillers, grotendeels opgenomen in Europa. De film straalde daardoor een speciale sfeer uit. Ook het acteerwerk werd geroemd. De muziek van de film die te horen is bij de aftiteling is Extreme Ways van Moby. John Powell componeerde de soundtrack.
Regisseur Doug Liman besloot de film te maken toen zijn film Swingers uit 1996 bijna was afgerond, omdat hij een groot fan was van de boeken. Vanwege een aantal problemen tussen Liman en de studio, Universal was bezorgd over de kleine opzet van de actiescènes, foutjes in het script en problemen met de filmrechten duurde de productie uiteindelijk twee jaar, waarbij het budget met acht miljoen dollar werd overschreden tot 60 miljoen dollar. Veel scènes in Parijs moesten opnieuw opgenomen worden waarbij het accent in de nieuwe opnamen wat meer op actie kwam te liggen. Hoofdrolspeler Matt Damon, die voor deze rol nooit zo'n fysieke rol had gespeeld, moest een drie maanden durende training ondergaan waarin hij eskrima, boksen en omgaan met wapens leerde van choreograaf Nick Powell.
In september 2004 kwam deel twee van de Bourne-reeks uit, genaamd The Bourne Supremacy. In 2007 is het derde deel van de reeks verschenen, genaamd The Bourne Ultimatum. De twee vervolgen zijn beide geregisseerd door Paul Greengrass. Al deze films zijn gebaseerd op de boeken van Robert Ludlum. In 2012 verscheen The Bourne Legacy, gebaseerd op een boek van Eric Van Lustbader.
Het boek van Robert Ludlum werd overigens al eens eerder verfilmd, namelijk in 1988, toen Richard Chamberlain de hoofdrol speelde en Roger Young de regie verzorgde.

## Muziek
De filmmuziek werd gecomponeerd door John Powell en uitgevoerd door het Hollywood Studio Symphony in combinatie met veel slaginstrumenten, gitaren en elektronische muziek. In de aftiteling van de film werd het nummer "Extreme Ways" van Moby ten gehore gebracht. De originele soundtrack werd op 11 juni 2002 uitgebracht door Varèse Sarabande.